# Blood
Blood je počítačová hra vydaná v roce 1997 společností Monolith. Původně byla vyvíjena společností 3D realms, která v roce 1997 prodala práva Monolithu, který ji ještě téhož roku vydal. Jedná se o FPS hru (střílečka z pohledu první osoby, tedy z očí hlavního hrdiny) postavenou na Build enginu. Hra je známá pro své explicitní zobrazování násilí, netradiční zbraně i nepřátele a černý (či spíše morbidní) humor. Dočkala se dvou rozšíření Plasma Pack a Cryptic Passage a druhého dílu Blood II: The Chosen.
V květnu 2019 vydalo studio Nightdive remasterovanou verzi hry pod jménem Blood: Fresh Supply (podtitul je možné přeložit jako čerstvá dávka). Originální hru je možné stále zakoupit legálně na většině digitálních distribučních platforem (např. Steam, GOG).

## Příběh
Příběh hry je vyprávěn několika videosekvencemi přímo ve hře (jedna na začátku a jedna na konci každé epizody) a je dále rozšířen v souboru „BLOODHLP.TXT“ umístěném v adresáři hry.
Hlavní hrdina Caleb se narodil v Texasu v roce 1847. Ve věku sedmnácti let se proslavil jako nelítostný, po krvi toužící pistolník. O sedm let později najde v troskách spáleného domu Ophelii Pricovou, jejíž manžel a syn zemřeli při požáru. Ona i její manžel byli členy kultu temného boha Tchernoboga, z nějž se její manžel rozhodl vystoupit, čímž podepsal rozsudek smrti pro sebe i syna při kultisty založeném požáru. Ophelia nenávidí mrtvého manžela kvůli smrti syna, je Calebovou vstupenkou do kultu a později se z nich stávají milenci. V kultu oba postupují a nakonec se stanou, společně s dalšími dvěma lidmi, vyvolenými - elitou a nejvýše postavenými lidskými členy. Jednoho dne jsou povoláni před Tchernoboga a jako trest za nejasné provinění jsou všichni čtyři zavražděni.
O desítky let později se v kryptě hřbitova v Morningside odsouvá náhrobní deska a se slovy "I live...again" ("Žiju...znovu") vstává Caleb z hrobu a hledá pomstu.

## Epizody
Hra je rozdělena do 4 epizod:

### Epizoda 1: The Way of All Flesh
První epizoda začíná Calebovým znovuoživnutím v kryptě hřbitova. Musí se prostřílet přes pohřební ústav do vlakové stanice "Miskatonic Station", kde nasedá na vlak, který zastaví vyhozením kotle do vzduchu. Z trosek vlaku se dostává do morbidního zábavního parku, z nějž je možné jít do bonusového levelu - domu hrůzy, nebo pokračovat do pevnosti kultu a podzemního chrámu, odkud se dostává do arény, kde najde tělo Ophelie a je napaden gargoylem Cheoghem. Po jeho poražení zapálí hranici s Opheliiným tělem.

### Epizoda 2: Even Death May Die
Druhá epizoda vede hrdinu za pavoučím démonem jménem Shial. Caleb se vydává na ledový sever a v první misi připlouvá ve člunu ke v ledu zamrzlé lodi. Z ní se chodbou v ledu dostává na pilu ovládanou kultisty a následuje bloudění v zasněžených labyrintech a strašidelném hotelu a po proražení díry ve stěně bazénu se dostává chodbou do dolu, odkud vede průchod přímo do pavoučího doupěte, kde už čeká Shial.

### Epizoda 3: Farewell to Arms
Třetí epizoda začíná v rozbombardovaném městě plném civilistů i kultistů. V tomto prostředí se odehrávají první dvě kola, třetí zavede hrdinu do stok pod městem aby ve čtvrté vylezl z kanálů přímo před nemocnicí, kde se odehrává další kolo. Po ní následuje slévárna a přehrada, kterou musí Caleb vyhodit do vzduchu, aby se díky vzedmuté vodní hladině dostal do doupěte dvojhlavého psa Cerbera.

### Epizoda 4: Dead Reckoning
Po smrti všech tří přisluhovačů je čas, aby zaplatil i Tchernobog. Hrdina začíná v podivné laboratoři frankensteinovského typu, poté se přes kolo s obřím akváriem dostává to temných lesů u Crystal Lake (Křišťálové jezero - odkaz na film Pátek třináctého). Odtud se Caleb dostává skrz záchod do chrámu, z nějž vede cesta do podivného kola odehrávajícího se uvnitř obrovského živého organismu. Následuje poslední level, kde čeká Tchernobog. Než se s ním ale hrdina utká, musí znovu porazit všechny tři bossy z předchozích epizod. Poté si může vyřídit účty se samotným temným bohem, po jehož smrti následuje závěrečné video.
V rozšířeních jsou přidány další dvě epizody: Post Mortem a Cryptic Passage.

## Prostředí
Hra nabízí značné množství různých prostředí, od hřbitova, márnice, nádraží, strašidelných domů, temných lesů, podivných chrámů, rozbombardovaného města až po v ledu zamrzlou loď nebo jedoucí vlak.
Na různých místech jsou ve hře umístěny odkazy na populární filmy, hry a literární díla, např. Noční můra v Elm Street, Pátek třináctého, Frankenstein, Osvícení, Sedm a další. Hra v mnoha levelech odkazuje na literární díla od Edgara Allana Poea a H. P. Lowercrafta.

## Nepřátelé
Už po svém probuzení se Caleb setkává s prvními (a také nejčastějšími) nepřáteli: lidskými členy kultu a zombiemi, později se přidávají další fantaskní nepřátelé - gargoylové, duchové či pekelní psi. Celou hru také hráč potkává slabší nepřátele, jako jsou krysy, pavouci, netopýři a živé useknuté ruce inspirované filmem Smrtelné zlo 2.
Na konci každé epizody pak hráče čeká výrazně silnější nepřítel, takzvaný boss.

## Grafika
Hra je postavena na build enginu, stejně jako několik dalších her té doby, např. Duke Nukem 3D či Shadow Warrior. Objekty ve hře jsou často modelovány jako opravdové 3D objekty (např. zbraně, bedny s náboji), ovšem nepřátelé jsou stále 2D modely, tzv. sprity.

## Zbraně
Hra nabízí širokou paletu zbraní, z nichž většina má 2 módy střelby.
- Pitchfork - vidle, zbraň, kterou má hráč vždy k dispozici a lze ji používat neomezeně. To je vykoupeno malou silou a žádným útokem na dálku. Vhodné především proti zombiím, krysám a pavoukům.
- Flare gun - světlicová pistole - v sekundárním módu vystřelí najednou 8 světlic
- Sawed-off shotgun - upilovaná brokovnice - v sekundárním módu vystřelí z obou hlavní najednou
- Tommy Gun - samopal - v sekundárním módu "pokropí prostor před hráčem kulkami"
- Napalm launcher - vrhač napalmu, obdoba raketometu - s sek. módu vystřelí 2× rychle za sebou
- Dynamite - dynamit, obsahuje tři druhy, klasický zápalný, aktivovaný detektorem pohybu a aktivovaný dálkově - sekundární mód umožňuje dynamit zapálit a načasovat odhoz
- Aerosol can - sprej a zapalovač, obdoba plamenometu - sekundární mód umožňuje plechovku zapálit a načasovat odhoz
- Tesla cannon - energetická zbraň vystřelující elektrické pulzy - sekundární mód vystřelí po mírném zpoždění silnější náboj, který po dopadu zraní a ochromí okolní nepřátele
- Life leech - magická hůl s lebkou. Střílí ohnivé koule, které z nepřátel sají život a doplňují jej Calebovi (doplňování bylo odstraněno ve verzi 1.10). Když nejsou k dispozici náboje, hůl použije Calebovy životy, což může způsobit smrt hlavní postavy. Sekundární mód postaví hůl na zem a ta sama střílí na nepřátele.
- Woodoo doll - voodoo panenka, do níž Caleb zabodává špendlík. Pokud na obrazovce není žádný nepřítel, zraňuje Caleba a, stejně jako Life Leech, může hráče zabít - sekundární mód zraní všechny nepřátele na obrazovce

Mnohé z těchto zbraní jsou dostupné i ve druhém díle Blood II: The Chosen.

## Předměty
Kromě zbraní může hráč narazit a posbírat několik předmětů, které se ukládají do inventáře a ve vhodný okamžik je možné je aktivovat. Jde například o lékařskou brašnu, skákací boty či potápěčský oblek.